# Octombrie 2013
Volvo
Acest articol este generat integral pe baza informațiilor din articolul 2013 și este actualizat periodic de un robot.
 Editările făcute în articol vor fi șterse la următoarea actualizare! Dacă doriți să faceți modificări, editați articolul-sursă.

ianuarie -
februarie -
martie -
aprilie -
mai -
iunie -
iulie -
august -
septembrie -
octombrie -
noiembrie -
decembrie
Octombrie 2013 a fost a zecea lună a anului și a început într-o zi de marți.

## Evenimente

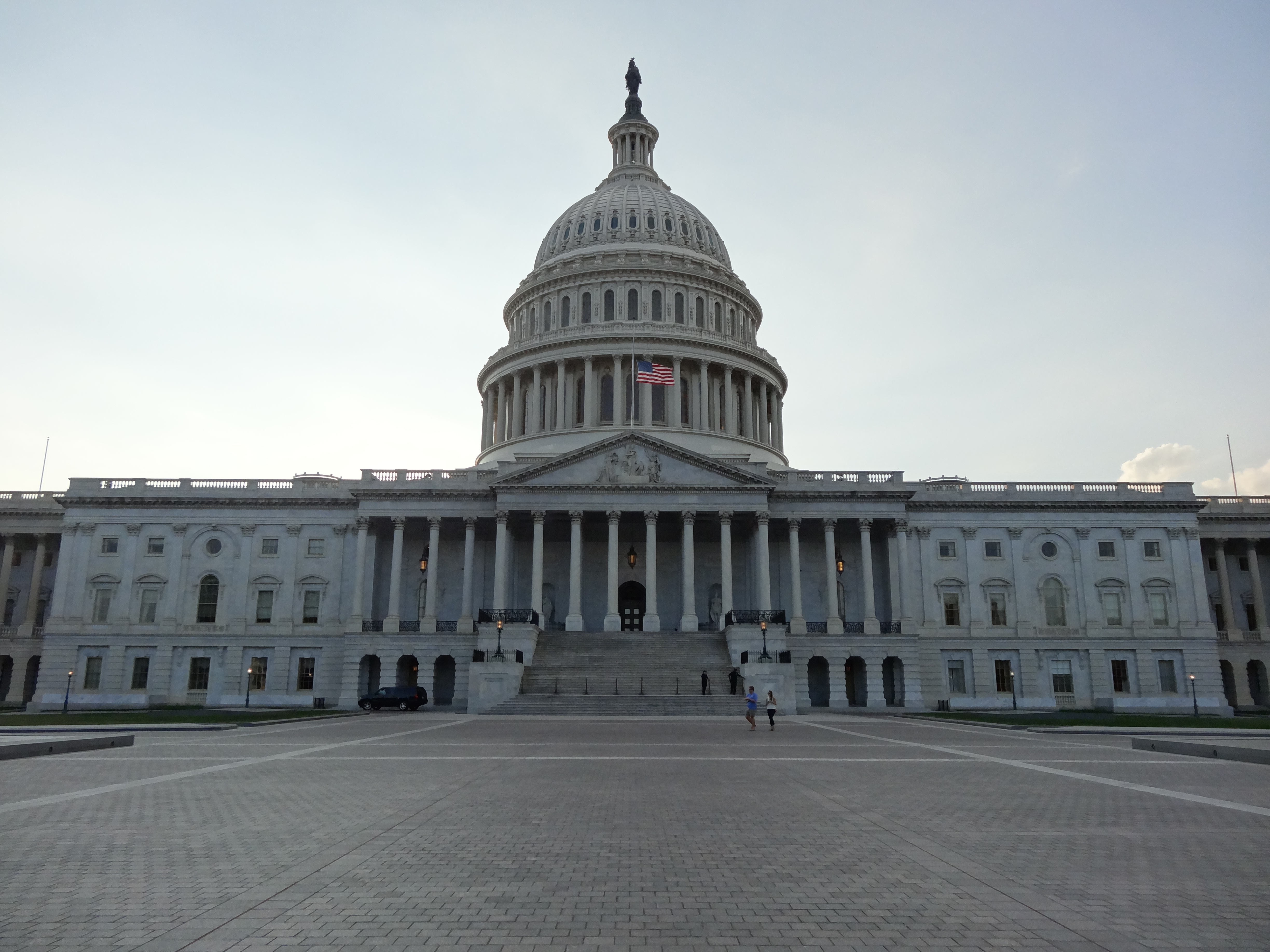
Blocajul bugetului federal

- 1 octombrie: După ce Senatul SUA a respins proiectul bugetului, Casa Albă le-a ordonat agențiilor federale americane și instituțiilor publice cu puțin timp înainte de miezul nopții, să își înceteze activitățile, Congresul nereușind să voteze un buget înaintea orei limită din cauza pozițiilor ireconciliabile.
- 4 octombrie: O navă plecată din Libia ce transporta între 450 și 500 de imigranți a naufragiat lângă Lampedusa și doar în jur de 150 pasageri au fost salvați.
- 10 octombrie: Delegați din 140 de țări au semnat Tratatul Minamata, un  tratat UNEP conceput pentru a proteja sănătatea umană și mediul de  emisiile de mercur.
- 20 octombrie: Alegeri anticipate în Marele Ducat de Luxemburg, în urma retragerii încrederii în cabinetul condus de Jean-Claude Juncker.

## Decese
- 1 octombrie: Tom Clancy (n. Thomas Leo Clancy, jr.), 66 ani, scriitor american (n. 1947)
- 1 octombrie: Giuliano Gemma, 75 ani, actor italian (n. 1938)
- 3 octombrie: Sari Abacha, 34 ani, fotbalist nigerian (n. 1978)
- 3 octombrie: Anatol Rotaru, 63 ani, fizician din R. Moldova (n. 1949)
- 4 octombrie: Rela (Mariana) Lucan, 45 ani, interpretă română de muzică populară din zona Olteniei (n. 1968)
- 5 octombrie: Ramona Fabian, cântăreață română (n. 1979)
- 7 octombrie: Ovadja Josef, 93 ani, rabin israelian (n. 1920)
- 8 octombrie: Ion Panaitescu, 77 ani, grafician, desenator, gravor și ilustrator de carte român (n. 1936)
- 9 octombrie: Eugen Segal, 80 ani, chimist român (n. 1933)
- 10 octombrie: Mathias Bernath, 92 ani, istoric german născut în România (n. 1920)
- 10 octombrie: Malcom Scott Carpenter, 88 ani, astronaut american (Mercury-Atlas 7) și acvanaut (n. 1925)
- 10 octombrie: Eugen Cioclea, 65 ani, eseist din R. Moldova (n. 1948)
- 11 octombrie: María de Villota Comba, 33 ani, pilot spaniol de Formula 1 (n. 1980)
- 13 octombrie: Vasile Fanache, 79 ani, critic literar român (n. 1934)
- 13 octombrie: Angela Moldovan, 86 ani, interpretă română de muzică populară din Basarabia (n. 1927)
- 16 octombrie: Aurelia Szőke, 77 ani, handbalistă din România (n. 1936)
- 18 octombrie: Olga Zaicik, 91 ani, traducătoare română din literatura poloneză (n. 1921)
- 19 octombrie: William Cleland Lowe, 72 ani, pionier american al computerului IBM (n. 1941)
- 20 octombrie: Jovanka Broz, 88 ani, Prima Doamnă a Iugoslaviei (n. 1924)
- 20 octombrie: Lawrence Klein, 93 ani, economist american de etnie evreiască (n. 1920)
- 24 octombrie: Manolo Escobar (n. Manuel García Escobar), 82 ani, cântăreț, actor și prezentator spaniol (n. 1931)
- 24 octombrie: Ilarie Hinoveanu, 79 ani, poet și jurnalist cultural român (n. 1934)
- 27 octombrie: Noel Davern, 67 ani, politician irlandez (n. 1945)
- 27 octombrie: Lou Reed (n. Lewis Allan Reed), 71 ani, cântăreț american de muzică rock de etnie evreiască (n. 1942)
- 28 octombrie: Tadeusz Mazowiecki, 86 ani, scriitor, ziarist, filantrop și om politic polonez (n. 1927)
- 30 octombrie: Anca Petrescu (Mira Anca Victoria Petrescu Mărculeț), 64 ani, deputat român (n. 1949)